# برجستگی کوچک کف دست
در کالبدشناسی، برآمدگی گوشتی در ریشهٔ انگشت کوچک را برجستگی کوچک کف دست یا برجستگی هیپوتنار (انگلیسی: Hypothenar eminence) می‌گویند. این عضلات برجستگی کوچکتر کف دست در طرف انگشت کوچک را می‌سازند.
به طور کل، به کناره خارجی کف دست یعنی قسمتی از کناره کف دست که بین قاعده انگشتان و انتهاء استخوان زند زیرین قرار دارد، کنارکف‌دستی (هیپوتنار) گفته می‌شود.
عصب اولنار، عصب حس انگشت پنجم، قسمت داخلی انگشت چهارم، حس برجستگی هیپوتنار و قسمت پشتی داخلی دست را تأمین می‌کند.